# Данилово (Владимирская область)
Данилово — деревня в Меленковском районе Владимирской области России, административный центр Даниловского сельского поселения.

## География
Село расположено в 16 км к северо-западу от города Меленки.

## История
Деревня впервые упоминается в окладных книгах 1676 года в составе Синжанского прихода, в ней было 8 дворов крестьянских и 1 бобыльский.
До революции крупная деревня Архангельской волости Меленковского уезда. В 1859 году в деревне числилось 96 дворов, в 1905 году — 138 дворов, в 1926 году — 251 хозяйств.
С 1929 года деревня являлась центром Даниловского сельсовета Меленковского района, с 2005 года — центр Даниловского сельского поселения.

## Население
| 1859 | 1897 | 1905 | 1926  | 2002 | 2010 | 2021 |
| ---- | ---- | ---- | ----- | ---- | ---- | ---- |
| 562  | ↗942 | ↘733 | ↗1252 | ↘70  | ↘55  | ↘39  |

## Инфраструктура
В деревне находятся фельдшерско-акушерский пункт, операционная касса №93/0105 Сбербанка России, участковый пункт полиции, отделение федеральной почтовой связи.